# مجلة المنطق الآلي
المنطق الآلي مجلة تم تأسيس في العام 1983 على يد لاري ووس الذي ترأس تحريرها حتى عام 1992. وهي تكشف النقاب عن الأبحاث والتطورات الحادثة في المنطق الآلي - أي التحقق الميكانيكي من النظريات وغيرها من الاستنتاجات فيما يتعلق بالمنطق الكلاسيكي وغير الكلاسيكي.
ويتم نشر المجلة من خلال سبرنجر. ومنذ عام 2010، أصبح رئيس التحرير هو توبياس نيبكو. ومعامل التأثير للمجلة في عام 2011 هو 0.714، وهي مفهرسة من قبل العديد من خدمات الفهرسة العلمية، بما في ذلك فهرس الاقتباس العلمي الموسع وScopus.

## وصلات خارجية
- الموقع الرسمي